# Hide from the Sun Tour
Hide from the Sun Tour var The Rasmus andra stora världsturné som gjordes till albumet
Hide from the Sun. Turnén startade under sommaren 2005 och varade till den 31 juli 2007 i Tavastehus, Finland.

## Spellista
Ibland varierande och ofta med uppehåll efter Immortal, Funeral Song och Sail Away. 
1. Intro
2. Night after Night (Out of the Shadows)
3. First Day of My Life
4. Lucifer's Angel
5. Still Standing
6. Shot
7. Last Generation
8. Guilty
9. Keep Your Heart Broken
10. Immortal
11. Chill
12. Ice
13. Funeral Song
14. In My Life
15. Heart of Misery
16. No Fear
17. Sail Away
18. Ghostbusters
19. In the Shadows
20. Don't Let Go

## Nya länder
- Dominikanska Republiken
- Brasilien
- Argentina
- Chile

## Gästartister

### HIM & Negative (Europa)
I Mellaneuropa och Ryssland spelade The Rasmus tillsammans med två andra kända band från Finland, nämligen HIM och Negative. Denna delturné startade på New Arena i St. Petersburg, 29 januari och slutade på Maag Music Hall i Zürich, 19 februari.

### Lostprophets & Kill Hannah (USA)
När turnén nådde USA i augusti 2006 spelade bandet ännu en gång tillsammans med två kända rockband. Denna gången Chicagogruppen Kill Hannah och brittiska Lostprophets. Första spelningen blev på The Belmond i Fresno, 30 augusti och slutade på Metro i Chicago, 22 september.
Efter spelningarna i USA fortsatte The Rasmus turnén på egen hand ner genom Mexiko, Dominikanska Republiken, Brasilien, Argentina och Chile. Året sista spelning blev på en "hemlig show" i New York den 21 november.

## Medlemmar
- Lauri Ylönen – sång
- Eero Heinonen – bas och sång (i bakgrunden)
- Pauli Rantasalmi – gitarr
- Aki Hakala – trummor